# Diogo Lopes de Sequeira
Diogo Lopes de Sequeira (Alandroal, 1465-Alandroal, 1530) fue un hidalgo y navegante portugués, el primero en desembarcar en 1509 en Malaca, antes de la conquista en 1511 por Alfonso de Albuquerque. Fue nombrado 4.º gobernador de la India portuguesa, cargo que desempeñó desde 1518 hasta 1522. 

## Biografía
Al servicio del rey don Manuel I de Portugal fue enviado a reconocer las costas de Madagascar (entonces llamada isla de San Lorenzo) y su potencial comercial, llegando después a la India. Durante ese viaje, que duró varios años, llegó a Sumatra y Pacem, erigiendo varios padrãos (una especie de postes o pilares de piedra con los emblemas de la Corona de Portugal). En otros viajes pasó a través de Ceuta, Arcila, Alcazarseguir, Diu y Goa, reparando fortalezas en varias escalas. 
En 1509, poco antes de que Alfonso de Albuquerque tomara posesión como gobernador de la India, Lopes de Sequeira llevó a la flota portuguesa por vez primera a Malaca. Obtuvo el consentimiento del sultán local y arribó con cinco naves para comerciar llevando credenciales y regalos. Inicialmente fue bien recibido, desembarcó hombres y mercancías, pero no llegó a un acuerdo para establecer una factoría, ya que los gujarates, los comerciales locales musulmanes, se opusieron con el apoyo de los bendahara. Visto como una intromisión en el comercio entre los estrechos de Malaca y las islas de Indonesia, fue planeada una tentativa para destruir la expedición. Lopes de Sequeira abandonó rápidamente la costa, con tres naves, dejando atrás dos barcos quemados, varios heridos y diecinueve prisioneros. Alfonso de Albuquerque, instado a liberar a los portugueses, conquistaría Malaca en 1511. 
Lopes de Sequeira fue nombrado 4.º gobernador de la India portuguesa, en sustitución de Lopo Soares de Albergaria. Desempeñó el cargo desde 1518 hasta 1522, de manera cuestionable, enriqueciéndose abusivamente. En 1521 intentó sin éxito de conquistar la importante ciudad comercial de Diu. Fue sucedido por Duarte de Menezes (1522-1524).
Al regresar a Portugal, recibió una orden de arresto y de confiscación de sus bienes emitida por el nuevo rey Juan III, en cuyo consejo dominaba Vasco de Gama. Sequeira escapó a Castilla y consiguió un salvoconducto del emperador Carlos que le permitió regresar a Portugal y pleitear para recuperar sus posesiones. Recuperó algo del favor real al ser nombrado almotacé-mor en el otoño de 1523 y el año siguiente representó al rey portugués en la Conferencia de Elvas y Badajoz, donde Portugal y Castilla se disputaban las Molucas, localizadas al este o al oeste de la línea del acuerdo del Tratado de Tordesillas. A pesar de ello, Sequeira seguía enemistado con Vasco de Gama. Mientras que de Gama, muy antiespañol, pretendía echar militarmente a los castellanos de las Molucas, Sequeira se ofreció al embajador español para pasarle información sobre de Gama.
| Predecesor: Lopo Soares de Albergaria | 4.º gobernador de la India portuguesa 1518-1522 | Sucesor: Duarte de Menezes |